# Episodi di Bravo Dick (quarta stagione)
La quarta stagione della serie televisiva Bravo Dick è stata trasmessa in anteprima negli Stati Uniti d'America dalla CBS tra il 30 settembre 1985 e il 12 maggio 1986.
| nº | Titolo originale                          | Titolo italiano | Prima TV USA      | Prima TV Italia |
| -- | ----------------------------------------- | --------------- | ----------------- | --------------- |
| 1  | Pirate Pete                               |                 | 30 settembre 1985 |                 |
| 2  | The Way We Ought to Be                    |                 | 7 ottobre 1985    |                 |
| 3  | Summa Cum Larry                           |                 | 21 ottobre 1985   |                 |
| 4  | Oh, That Morocco                          |                 | 28 ottobre 1985   |                 |
| 5  | Candidate Larry                           |                 | 4 novembre 1985   |                 |
| 6  | Locks, Stocks, and Noodlehead             |                 | 11 novembre 1985  |                 |
| 7  | The Geezers in the Band                   |                 | 25 novembre 1985  |                 |
| 8  | The Shape of Things                       |                 | 2 dicembre 1985   |                 |
| 9  | Write to Privacy                          |                 | 16 dicembre 1985  |                 |
| 10 | Still the Beavers                         |                 | 23 dicembre 1985  |                 |
| 11 | Much Ado About Mitch                      |                 | 6 gennaio 1986    |                 |
| 12 | Look Ma, No Talent                        |                 | 13 gennaio 1986   |                 |
| 13 | Larry's Dead, Long Live Larry             |                 | 20 gennaio 1986   |                 |
| 14 | Stephanie Nightingale                     |                 | 27 gennaio 1986   |                 |
| 15 | The Stratford Horror Picture Show         |                 | 3 febbraio 1986   |                 |
| 16 | I Do, Okay?                               |                 | 10 febbraio 1986  |                 |
| 17 | The Snowmen Cometh                        |                 | 17 febbraio 1986  |                 |
| 18 | Will the Real Dick Loudon Please Shut Up? |                 | 24 febbraio 1986  |                 |
| 19 | He Ain't Human, He's My Cousin            |                 | 3 marzo 1986      |                 |
| 20 | Dwight Schmidlapp Is Not a Quitter        |                 | 10 marzo 1986     |                 |
| 21 | Torn Between Three Brothers               |                 | 17 marzo 1986     |                 |
| 22 | Baby, I'm Your Handyman                   |                 | 7 aprile 1986     |                 |
| 23 | Replaceable You                           |                 | 14 aprile 1986    |                 |
| 24 | Pre-Nups                                  |                 | 12 maggio 1986    |                 |